# Taça Boa Vista
La Taça Boa Vista es un torneo de fútbol del estado de Roraima, y equivale a la primera vuelta del Campeonato Roraimense. Es disputada desde 1995, siendo que sólo recibió este nombre en 2013.

## Palmarés
| Año  | Campeón          | Subcampeón       |
| ---- | ---------------- | ---------------- |
| 1995 | Baré             | Atlético Roraima |
| 1996 | GAS              | Baré             |
| 1997 | São Raimundo     | Progresso        |
| 1998 | São Raimundo     | Baré             |
| 1999 | Rio Negro        | Baré             |
| 2000 | Rio Negro        | Atlético Roraima |
| 2001 | Atlético Roraima | Rio Negro        |
| 2002 | Atlético Roraima | Baré             |
| 2003 | Baré             | Atlético Roraima |
| 2004 | Atlético Roraima | São Raimundo     |
| 2005 | São Raimundo     | Baré             |
| 2006 | Baré             | São Raimundo     |
| 2007 | Atlético Roraima | Baré             |
| 2008 | Progresso        | Baré             |
| 2009 | Atlético Roraima | São Raimundo     |
| 2010 | Baré             | Náutico          |
| 2011 | Real             | Náutico          |
| 2012 | São Raimundo     | Náutico          |
| 2013 | Náutico          | São Raimundo     |
| 2014 | São Raimundo     | Real             |
| 2015 | Náutico          | São Raimundo     |
| 2016 | Baré             | Náutico          |
| 2017 | Baré             | São Raimundo     |
| 2018 | São Raimundo     | GAS              |
| 2019 | São Raimundo     | Atlético Roraima |
| 2020 | São Raimundo     | GAS              |
| 2021 | Náutico          | São Raimundo     |
| 2022 | São Raimundo     | Náutico          |
| 2023 | São Raimundo     | GAS              |
| 2024 | São Raimundo     | GAS              |

## Títulos por equipo
| Club             | Títulos | Años campeón                                                     |
| ---------------- | ------- | ---------------------------------------------------------------- |
| São Raimundo-RR  | 11      | 1997, 1998, 2005, 2012, 2014, 2018, 2019, 2020, 2022, 2023, 2024 |
| Baré             | 6       | 1995, 2003, 2006, 2010, 2016, 2017                               |
| Atlético Roraima | 5       | 2001, 2002, 2004, 2007, 2009                                     |
| Náutico-RR       | 3       | 2013, 2015, 2021                                                 |
| Rio Negro-RR     | 2       | 1999, 2000                                                       |
| GAS              | 1       | 1996                                                             |
| Progresso        | 1       | 2008                                                             |
| Real             | 1       | 2011                                                             |